# 미들 이스트 제트
미들 이스트 제트(영어: Mid East Jet)는 사우디아라비아의 전세 항공사로 본사는 사우디아라비아 제다에 위치해 있으며 또한 사용하고 있는 허브 공항으로 킹 압둘아지즈 국제공항이 있다.

## 보유 기종
- 2012년 3월 기준으로 미들 이스트 제트는 다음과 같은 기종을 보유하고 있다.[2][3]